# Радянські репресії громадян довоєнної Польщі (1939—1946)
Внаслідок німецького та радянського вторгнення в Польщу у вересні 1939 року територію Польщі поділили між собою нацистська Німеччина та Радянський Союз. Обидві держави вороже ставилися до польського суверенітету, польської культури та поляків, та мали на меті їхнє знищення. Нацистська Німеччина та Радянський Союз координували свої дії щодо Польщі аж до операції «Барбаросса», що добре видно з чотирьох конференцій гестапо-НКВС, де окупанти обговорювали плани протидії польському руху опору та майбутнього знищення Польщі. Існують лише невеликі суперечки, чия політика була жорстокішою — радянська чи нацистська.
Після вторгнення Радянський Союз перестав визнавати Польщу як державу. До червня 1941 року було заарештовано та ув'язнено близько 500 тисяч польських громадян включно з представниками влади, військовими та іншими «ворогами народу» — священниками, вчителями та іншими. Постраждав кожен десятий дорослий чоловік. Попри це були великі групи польських громадян, переважно єврейська молодь та українські активісти, які побачили в радянському вторгненні можливість узяти більшу участь у політичному та громадському житті, ніж їм це вдавалося досі. Їхній ентузіазм із часом згас, оскільки стало зрозуміло, що радянські репресії однаково спрямовані проти всіх груп незалежно від їхньої ідеологічної позиції.
Було підраховано, що під час радянської окупації загинуло щонайменше 150 тисяч польських громадян.